# Ashley Putnam
Ashley Putnam (Manhattan, Nova York, 10 d'agost de 1952) és una soprano estatunidenca. La seva carrera com a cantant professional es va iniciar el 1976 i es va estendre durant més de 30 anys.